# Bolbitis auriculata
Bolbitis auriculata är en träjonväxtart som först beskrevs av Jean-Baptiste Lamarck, och fick sitt nu gällande namn av Arthur Hugh Garfit Alston. Bolbitis auriculata ingår i släktet Bolbitis och familjen Dryopteridaceae. Inga underarter finns listade.